# Дульдуль
Ду́льдуль (араб. دلدل‎) — кличка серого мула пророка Мухаммада, самки, которая была подарена ему Мукаукисом в то же время, что и осёл Яфур (‘Уфайр).
На Дульдуль Мухаммад ездил во время военных походов. Она пережила его и умерла в Янбу, настолько старой и беззубой, что для того, чтобы её накормить, ячмень необходимо было доставлять прямо в рот. Согласно шиитской традиции, Али ибн Абу Талиб ехал на ней в битве верблюда и в Сифине. Поскольку Дульдуль на арабском языке означает «дикобраз», вероятно, она получила свою кличку из-за своей походки.